# Costiș, Caraș-Severin
Costiș este un sat în comuna Cornereva din județul Caraș-Severin, Banat, România. La recensământul din 2011 avea o populație de 29 locuitori.